# Podomyrma tricolor
Podomyrma tricolor é uma espécie de formiga do gênero Podomyrma, pertencente à subfamília Myrmicinae.